# Cyanoramphus forbesi
Cyanoramphus forbesi là một loài chim trong họ Psittacidae.